# 渡辺ありさ
渡辺 ありさ（わたなべ ありさ、1994年5月25日 - ）は、日本のタレント、グラビアアイドル、フリーライター、漫画原作者。『ミス東スポ2022』第11代グランプリ。

## 人物
2008年にタレントデビュー。バラエティ番組、舞台、グラビア、ラジオパーソナリティなど多岐にわたり活動し、グラビアアイドルとフリーライターの二刀流を目指している。
2019年3月に埼玉県立大学を卒業すると同時に、社会福祉士国家試験に合格した。
その後、新卒でサイバーエージェント子会社のCCPRに入社。2021年7月には退職し、フリーライターとして独立。「少し時間ができた」という理由からミス東スポ2022に応募し、グランプリを獲得した。
特技は声楽、殺陣、ダンス。ライターとしては週刊プレイボーイ（集英社）、biz SPA!（扶桑社）などに寄稿している。

## 活動

### テレビ
| 番組名                                         | 放送日         | 映像       | 出典   |
| ---------------------------------------------- | -------------- | ---------- | ------ |
| つんつべ♂                                      | 2012年2月11日  | [ 動画 2 ] | [ 9 ]  |
| ラズベリーガール・ラズベリーボーイ（TOKYO MX） | 2013年9月28日  | [ 動画 3 ] | [ 10 ] |
| 増山超能力師事務所 第3話                       | 2017年1月19日  |            | [ 11 ] |
| 全力坂 『No.2162 蛇坂』・『No.2169 稲荷の坂』  | 2017年9月28日  | [ 動画 4 ] | [ 12 ] |
| 全力坂 『No.2162 蛇坂』・『No.2169 稲荷の坂』  | 2017年10月11日 |            | [ 13 ] |
| オガッタ!? 番宣ナレーション                    | 2017年         |            | [ 11 ] |

### CM
| 番組名                                                            | 放送日        | 映像       | 出典   |
| ----------------------------------------------------------------- | ------------- | ---------- | ------ |
| 第一三共ヘルスケア ガスター10『胃酸、出スギちゃんのストレスDays』 | 2017年11月9日 | [ 動画 5 ] | [ 14 ] |

### ラジオ
| 番組名                                                            | 放送日                 | 映像       | 出典   |
| ----------------------------------------------------------------- | ---------------------- | ---------- | ------ |
| 文化放送 超!A&G+ 『楽遊のペーパーアイドル！～渡辺ありさ生誕SP～』 | 2019年6月13日          | [ 動画 6 ] | [ 15 ] |
| 渋谷クロスFM 『めっちゃ！よきラジ』                               | 2022年第２週レギュラー | [ 動画 7 ] | [ 16 ] |

### 写真集・DVD
| タイトル     | 発売日         | 出典   |
| ------------ | -------------- | ------ |
| 旬感娘       | 2012年12月23日 | [ 17 ] |
| Premium doll | 2013年3月23日  | [ 18 ] |

### 舞台
| 題名                                                     | 公開日                 | 公演地                       | 出典   |
| -------------------------------------------------------- | ---------------------- | ---------------------------- | ------ |
| ミニチュア！                                             | 2013年                 | 下北沢小劇場楽園             | [ 19 ] |
| 応！～叫べ！吠えろ！打ち砕け！すべての軛を引きちぎれ！～ | 2013年                 | 築地本願寺ブディストホール   | [ 19 ] |
| 熱海殺人事件～友よ、いま君は風に吹かれて～               | 2013年                 | ペガサスホール               | [ 19 ] |
| GIRLS PRISON OPERA                                       | 2014年                 | 新宿シアターモリエール       | [ 19 ] |
| Peach Boys                                               | 2014年                 | 東京芸術劇場シアターウエスト | [ 19 ] |
| ミニチュア!!                                             | 2014年                 | 新宿SPACE107                 | [ 19 ] |
| ヨビコー！～You be cool!～                               | 2014年                 | 六行会ホール                 | [ 19 ] |
| ヘブンイレブン！                                         | 2015年                 | 俳優座劇場                   | [ 19 ] |
| ホレロ×サラバ（再演）                                    | 2015年                 | 小劇場B1                     | [ 19 ] |
| 吐き気がするほどに                                       | 2015年                 | 明石スタジオ                 | [ 19 ] |
| 負けんな漫研！                                           | 2015年                 | 新宿村LIVE                   | [ 19 ] |
| LIGHTNING～run death game～                              | 2016年                 | 北沢タウンホール             | [ 19 ] |
| ヨビコー!!〜You be cool !〜                              | 2016年3月2日～3月6日   | 六行会ホール                 | [ 20 ] |
| 時空警察クロノゲイザー                                   | 2016年7月6日～7月10日  | 六行会ホール                 | [ 21 ] |
| PIXEL STAGE vol.1「本当にあったら怖い話」                | 2016年8月17日～8月21日 | 上野ストアハウス             | [ 22 ] |
| ミニチュア!!フリーペーパーのナイス街                     | 2017年3月8日～3月12日  | 俳優座劇場                   | [ 23 ] |
| 仁義ある宴会                                             | 2017年7月12日～7月17日 | シアターサンモール           | [ 24 ] |
| 負けんな漫研！                                           | 2017年9月6日～9月10日  | 六行会ホール                 | [ 25 ] |

## 執筆

### 主な連載コラム
- パパ活の裏側晒します（2022年8月3日[8]‐、東京スポーツ）

### 漫画原作
- スワイプ（漫画：東西、『グランドジャンプめちゃ』2023年6月号[26] - ）

### 動画
1. ↑  広告代理店を脱サラして”ミス東スポ”になった渡辺ありさ　『ミス東スポ2022』グランプリ発表会 - YouTube
2. ↑  2012年2月11日オンエアー『つんつべ♂』バックナンバー＃33（245s〜） - YouTube
3. ↑  ラズベリーガール　TV - YouTube
4. ↑  全力坂 №2162 蛇坂 渡辺ありさ - YouTube
5. ↑  スギちゃんの辛すぎるリアルエピソード動画公開　ガスター10 WEB限定ショートムービー『「胃酸、出スギちゃん」のストレスDays』 - YouTube
6. ↑  11/24（土）放送分【ペーパーアイドル#124】楽遊アイドル部（91s〜） - YouTube
7. ↑  【めっちゃ！よきラジ】2021.07.23放送分 MC ヲタル 百海咲希 ゲスト 花永 ニレンジャー 緑川ちひろ 渡辺ありさ 名取くるみ 霧島聖子 益田アンナ 高槻実穂（911s〜） - YouTube